# Centrotus tuberculatus
Centrotus tuberculatus är en insektsart som beskrevs av Carl Peter Thunberg 1822. Centrotus tuberculatus ingår i släktet Centrotus och familjen hornstritar. Inga underarter finns listade i Catalogue of Life.